# Монкомбру-ле-Мин
Монкомбру́-ле-Мин (фр. Montcombroux-les-Mines) — коммуна во Франции, находится в регионе Овернь. Департамент коммуны — Алье. Входит в состав кантона Ле-Донжон. Округ коммуны — Виши.
Код INSEE коммуны — 03181.

## Население
Население коммуны на 2008 год составляло 416 человек.
| 1962 | 1968 | 1975 | 1982 | 1990 | 1999 | 2008 |
| ---- | ---- | ---- | ---- | ---- | ---- | ---- |
| 747  | 645  | 592  | 512  | 439  | 427  | 416  |

## Экономика
В 2007 году среди 257 человек в трудоспособном возрасте (15—64 лет) 165 были экономически активными, 92 — неактивными (показатель активности — 64,2 %, в 1999 году было 65,6 %). Из 165 активных работали 140 человек (77 мужчин и 63 женщины), безработных было 25 (14 мужчин и 11 женщин). Среди 92 неактивных 16 человек были учениками или студентами, 37 — пенсионерами, 39 были неактивными по другим причинам.